# Igor Guberman

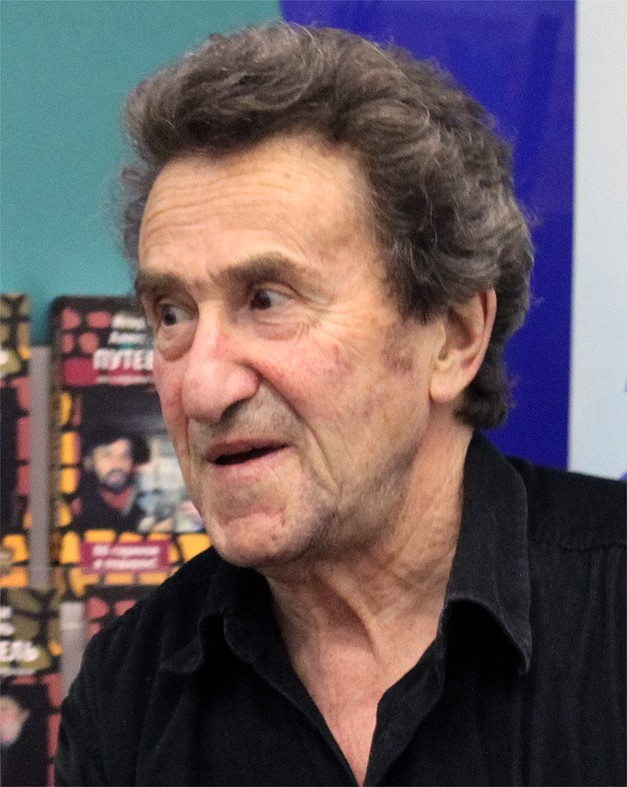
Igor Guberman im Jahr 2009

Igor Mironowitsch Guberman (russisch Игорь Миронович Губерман, wissenschaftliche Transliteration Igor' Mironovič Guberman; geboren 1936 in Charkow) ist ein russischer Schriftsteller und Dichter.

## Leben und Werk
Igor Guberman entstammt einer ukrainischen jüdischen Familie. Seine Familie zog kurz nach seiner Geburt noch Moskau um, wo er die Staatliche Universität für Verkehrswesen absolvierte und anschließend als Elektroingenieur arbeitete. Ende der 1950er Jahre lernte er Alexander Ginsburg kennen, Herausgeber der Samisdat-Zeitschrift Sintaksis. 1979 wurde er in Moskau verhaftet, nachdem er sich geweigert hatte, gegen den Refusenik Viktor Brailovsky auszusagen. Er wurde zu fünf Jahren Gefängnis verurteilt und nach Sibirien abgeschoben. Er emigrierte 1987 aus der UdSSR und lebt seit 1988 in Israel.
Er ist der Autor bekannter kurzer satirischer Verse namens „Gariki“. Diese kurzen vierzeiligen Gedichte (ursprünglich von Guberman „Jüdische Dazibao“ genannt) enthalten immer ein a-b-a-b-Reimschema. Sie verwenden verschiedene Metren und decken ein breites Spektrum von Themen ab, darunter Antisemitismus, Einwandererleben, antireligiöse Gefühle und die Hassliebe des Autors zu Russland bzw. der früheren Sowjetunion. Der Autor schrieb auch unter den Pseudonymen A. Mironow und Abram Chayyam. Er ist ein berühmter sowjetischer Dissident. In dem Roman Progulki wokrug baraka (Spaziergänge um eine Baracke herum) verarbeitete er eigene Lagererfahrungen. Seine Dichtungen kursierten teilweise als Samisdat-Literatur. Einem breiteren Publikum wurde er relativ spät bekannt. Seine Werke liefern eine ungeschminkte Darstellung des sowjetischen Alltags. Fotografien, Audiomaterialien und Publikationen aus Gubermans Zeit in der Emigration werden im Archiv der Forschungsstelle Osteuropa an der Universität Bremen aufbewahrt. 
Er lebt jetzt in Jerusalem.

## Publikationen (Auswahl)
- Ierusalimskie gariki. Moskva: Politekst, 1994
- Progulki vokrug baraka. Tenafly: Ėrmitaž, 1988
- Bumerang. Ann Arbor, Mich., 1982
- Evrejskie daczybao: stuchi, epigrammy, komičeskie poėmy. Ramat-Gan: Knigotov. Moskva - Ierusalim, 1980